# Mor Gabriel
Mor Gabriel (arameiska: ܡܪܝ ܓܒܪܐܝܠ: Saint Gabriel) var den 7:e biskopen i Tur Abdin i sydöstra Turkiet.

## Biografi

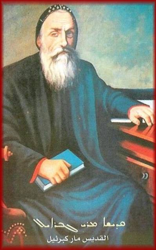

Sankt Gabriel föddes i byn Beth-Qustan (Bequsyono) i Tur-Abdin (Norra Mesopotamien) år 594. Där deltog han i en lokal skola och lärde sig 
läsa och skriva på relativt kort tid. Även i sin ungdom läste Gabriel heliga böcker för att få andlig styrka och visdom. Hans föräldrar ville att han skulle gifta sig och bilda en familj, men han valde att leva ett asketiskt liv med Gud. När han var 15 år lämnade han sina föräldrars hus medan de sov och gick till klostret av den välkända asket Gewargis. Gewargis tillät honom stanna i klostret och senare samma år invigdes Gabriel som en munk.
Han var känd för att bara sova två timmar per dag och tillbringade resten av tiden att be till Gud och läsa böcker. Han var mycket ödmjuk och han gick alltid barfota och torterade själv, ibland tills han började blöda. Efter sju år på Gewargis kloster, bestämde han sig för att lämna området på grund av det konstanta trycket han fått från sina föräldrar. Med tillstånd från abboten flydde Gabriel på natten till Qartmin kloster; samma kloster döptes senare till Mor Gabriel-klostret som en hyllning till sankt Gabriel.
Vid en ålder av 39 blev Mor Gabriel vald till abbot för klostret. År 634, vigdes han som biskop av Qartmin klostret. Under sitt liv utförde Gabriel många mirakel. Tre av hans mest kända återuppväcka 3 personer. Sankt Gabriel avled på tisdag 23 December 668, vid 15:00. Tusentals människor samlades på den dagen med tio biskopar och hundratals munkar, nunnor och präster.